# Kapa opioidni receptor
κ-opioidni receptor (KOR) je tip opioidnog receptora koji vezuje opioidne peptide dinorfine kao primarne endogene ligande. κ-opioidni receptor je široko rasprostranjen u mozgu (hipotalamus, centralna siva masa, i claustrum), kičmenoj moždini (substantia gelatinosa), i u neuronima bola.

## Tipovi
Na osnovu istraživanja receptorskog vezivanja, tri varijante κ-opioidnog receptora se karakterisane: κ1, κ2, i κ3. Međutim, samo jedan cDNK klon je identifikovan, i stoga su ovi receptorski tipovi verovatno posledica interakcija sa drugum membranskim proteinima.

## Funkcija
Dugo vremena je poznato da su agonisti κ-opioidnog receptora disforični. Međutim, takođe je pokazano je da disforija uzrokovana agonistima κ-opioidnog receptora zavisna od pola osobe. Nedavna istraživanja ukazuju na niz drugih nuspojava. κ-opioidni receptor se smatra integralnom neurohemijskom komponentom adikcije i remisije.

## Prenos signala
Aktivacija κ-opioidnog receptora agonistima je vezana sa G proteinimam , koji naknadno povišavaju aktivnost fosfodiesteraze. Ona razlaže cAMP, proizvodeći inhibitorni efekat u neuronima. κ-opioidni receptori se takođe sprežu sa unutrašnje ispravljajućim kalijumskim i N-tip kalcijumskim jonskim kanalima. Pokazano je da agonistom indukovana stimulacija κ-opioidnog receptora, poput drugih G-protein spregnutih receptora, može da dovede do aktivacije mitogenom-aktiviranih proteinskih kinaza (MAPK). To obuhvata ekstracelularnim signalom regulisanu kinazu, p38 MAP kinazu, i c-Jun N-terminalnu kinazu.

## Ligandi
Sintetički alkaloid ketazocin i terpenoidni prirodni proizvod salvinorin A su potentni i selektivni agonisti κ-opioidnog receptora. Ovaj receptor takođe posreduje dejstvo halucinogenih nuspojava opioida poput pentazocina.
- Asimadolin
- Butorfanol
- Ciklazocin
- Dekstrometorfan
- Dinorfin (endogeni peptidni ligand)
- Enadolin
- - selektivan za κ2 tip
- - periferno selektivan
- Ketazocin
- - visoko selektivan
- Mentol
- Nalbufin
- Nalfurafin
- Norbuprenorfin
- Oksikodon
- Pentazocin
- Salvinorin A
- 2-Metoksimetil Salvinorin B[26] i njegovi etoksimetil i fluoroetoksimetil homolozi[27][28]
- Spiradolin
- Tifluadom

### Antagonisti
- 5'-Guanidinonaltrindol
- Buprenorfin
- Norbinaltorfimin

### Prirodni agonist

#### Menta
Nađeno u brojnim vrstama minta (pepermint, Mentha spicata, i Mentha aquatica), prirodno jedinjenje mentol je slab agonist k-opioidnog receptora. Mint isto tako može da desenzitiviše region putem aktivacije TRPM8 receptora ('hladnoća'/mentol receptor).

#### 
Ključno jedinjenje u Salvia divinorum, Salvinorin A, je poznato kao netoksični i potentni agonist κ-opioidnog receptora.

#### Ibogain
Ibogain se koristi se za lečenje adikcije u pojedinim zemljama. On je postao ikona menadžmenta adikcije u nekim krugovima. Uprkos toga što ne izaziva zavisnost, ibogain se tretira kao kontrolisana supstanca u SAD-u, i stoga je njegovo posedovanje ilegalno. Ibogain je agonist κ-opioidnog receptora i ta osobina može da doprinese njegovoj antizavisničkoj efikasnosti.

## Interakcije
Za κ-opioidni receptor je pokazano da interaguje sa natrijum-vodonik antiporter 3 regulatorom 1 i ubikvitinom C.

## Literatura
- Fine, Perry G.; Russell K. Portenoy (2004). „Chapter 2: The Endogenous Opioid System” (PDF). A Clinical Guide to Opioid Analgesia (PDF). McGraw Hill. Архивирано из оригинала (PDF) 19. 07. 2011. г.

## Spoljašnje veze
- „Opioid Receptors: κ”. IUPHAR Database of Receptors and Ion Channels. International Union of Basic and Clinical Pharmacology. Архивирано из оригинала 23. 02. 2014. г.
- kappa+Opioid+Receptor на 